# Chi Cygni
Chi Cygni (χ Cygni) ist ein veränderlicher Stern vom Typ Mira im Sternbild Schwan. Seine Veränderlichkeit wurde 1686 von Gottfried Kirch entdeckt. Er war somit nach Mira der zweite entdeckte Stern dieser Veränderlichenklasse.
Bei einer durchschnittlichen Periodenlänge von 408 Tagen zeigt Chi Cygni die größten Schwankungen der scheinbaren Helligkeit aller Mirasterne. Diese erreichte Extremwerte von +3,3 mag und +14,3 mag. Somit ist Chi Cygni im Minimum nur mit Fernrohren mit einer Apertur (Öffnung) von über 30 Zentimetern sichtbar, während er im Maximum oft mit bloßem Auge gesehen werden kann.
Der Zeitraum vom Maximum zum Minimum beträgt 241 Tage, der vom Minimum zum Maximum 167 Tage.
Weil von der Oberfläche unter anderem CO und SiO als Gase abströmen und den Stern als Wolke aus Molekülen und Silikatstaub umgeben, kommt es zu einem Farbexzess, d. h. die von der Wolke absorbierte Strahlung des Sterns wird im infraroten Spektralbereich wieder emittiert. Der Infrarotanteil der Strahlung ist dadurch höher als es nach dem Planckschen Strahlungsgesetz für die Temperatur des Sterns zu erwarten wäre.